# 杨大易
杨大易（1919年3月—1997年5月29日），四川苍溪人，1934年加入中国共产党。解放军高等军事学院基本系毕业，大专学历，中国人民解放军少将军衔。中共第十届、第十一届中央候补委员。中华人民共和国成立后，曾参加朝鲜战争，后历任陆军军参谋长、副军长；桂林步兵学校校长；湖南省革命委员会副主任、省委副书记、书记（当时设有第一书记）；湖南省军区政委、司令员；辽宁省军区司令员、中共辽宁省委常委等职。1997年5月29日在广州逝世。